# 泰克斯
泰克斯（法語：Theix，法語發音：[tɛks]）是法国莫尔比昂省的一个旧市镇，位于该省南部，省会瓦讷市区以东，属于瓦讷区。2016年1月1日，泰克斯和相邻的努瓦亚洛合并为新市镇泰克斯-努瓦亚洛（Theix-Noyalo），泰克斯为政府驻地。

## 地理
泰克斯（47°37'45"N, 2°39'21"W）面积47.13 平方千米，位于法国布列塔尼大區莫尔比昂省，该省份为法国西北部沿海省份，位于布列塔尼半岛南部，北起阿摩尔滨海省、西接菲尼斯泰尔省，南濒大西洋，东南接大西洋卢瓦尔省，东临伊勒-维莱讷省。
与泰克斯接壤的市镇（或旧市镇、城区）包括：特雷夫莱昂、叙尔尼亚克、洛扎克、拉特里尼泰叙聚尔、叙聚尔、努瓦亚洛、塞内、瓦讷、圣诺尔夫。

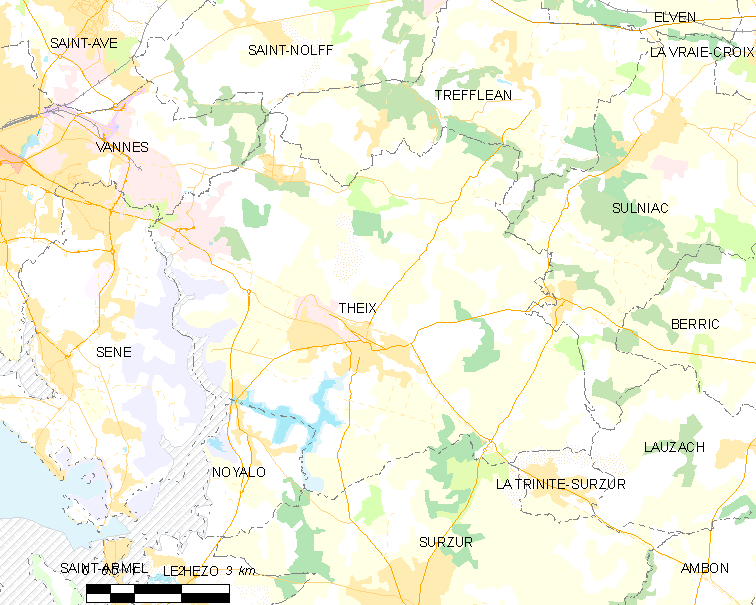
泰克斯的OSM定位图

泰克斯的时区为UTC+01:00、UTC+02:00（夏令时）。

## 行政
泰克斯的邮政编码为56450，INSEE市镇编码为56251。

## 政治
泰克斯所属的省级选区为塞内县。

## 人口

1962-2008年间泰克斯人口变化图示

泰克斯于2013时的人口数量为6946人。